# Prvenstvo Hrvatske u hokeju na travi 2008./09.
Prvenstvo Hrvatske u hokeju na travi na 2008./09. je osvojila Mladost iz Zagreba. 

## Ljestvica
| mj | klub                       | ut | pob | neod | por | golovi | bod    |
| -- | -------------------------- | -- | --- | ---- | --- | ------ | ------ |
| 1. | Mladost Zagreb             | 14 | 14  | 0    | 0   | 109:12 | 42     |
| 2. | Marathon Zagreb            | 14 | 11  | 1    | 2   | 76:29  | 34     |
| 3. | Jedinstvo Zagreb           | 14 | 8   | 2    | 4   | 55:37  | 26     |
| 4. | Trešnjevka Zagreb          | 14 | 5   | 2    | 7   | 33:34  | 17     |
| 5. | Concordia Zagreb           | 14 | 4   | 1    | 9   | 14:68  | 13     |
| 6. | Zrinjevac Zagreb           | 14 | 3   | 2    | 9   | 31:62  | 11     |
| 7. | Zelina (Sveti Ivan Zelina) | 14 | 3   | 2    | 9   | 19:59  | 9 (-2) |
| 8. | Mladost II Zagreb          | 14 | 2   | 2    | 10  | 21:57  | 8      |